# Innocenzo Mangani
Innocenzo Mangani (Firenze, 1608 – Palmi, 1678) è stato un architetto e scultore italiano.

## Biografia

### Il primo periodo
Nasce a Firenze intorno al 1608. Non si hanno notizie certe della sua giovinezza. Sappiamo che fu attivo a Roma come allievo di François Duquesnoy. Assieme al maestro fu autore delle statue di marmo dei pilastri della tribuna vaticana. Fugge da Roma verso Napoli, per aver ucciso il figlio di un signore romano, dove frequenta la bottega di Cosimo Fanzago. Qui si trova coinvolto nella rivolta di Masaniello. Si distingue per le sue doti di scultore e, tra il 1647 e il 1648, viene nominato dal Popolo "ingegnere de' fornelli".
Successivamente si reca in Calabria, a Serra San Bruno e qui cura la fusione delle statuette che decoravano la Custodio del Ss. Sacramento della certosa di San Stefano del Bosco.
A Messina si ferma dal 1653 al 1674. Esegue sei putti in bronzo per la cappella di S. Placido nella tribuna sinistra del duomo e un tosello d'argento dorato adornato da pietre preziose. Realizza diversi preziosi oggetti d'arte e gioielli per la famiglia dei Principi Natoli e presente nel tesoro del principe Antonio senior, e diversi oggetti di argenteria dei Caterina tramandati al figlio Giovanni futuro Principe di Sperlinga..
Nel 1653 è autore della Manta d'oro da porre sotto il baldacchino del duomo come rivestimento per la Madonna della Sacra Lettera, oggi conservata nel Tesoro del duomo.
Nel 1657 collabora alla lavorazione della cappella del Ss. Crocifisso della chiesa dei padri teatini e successivamente la decorazione a stucco dell'oratorio de' Mercatanti, nella chiesa di Gesù Maria delle Trombe, e nella Ss. Annuniziata de' Teatini il Sarcofago di monsignor S. Carafa, di marmo bigio, ora nel Museo regionale di Messina.
Nel 1666 è autore di una di quelle quattro fontane site all'incrocio tra via Cardines e via Austria. Di queste quattro fontane, a seguito del terremoto del 1908 che colpì la città peloritana, ne restano solo due sul posto e le altre conservate nel Museo Regionale di Messina.
Prima della guerra di Messina del 1674, Mangani torna alla certosa di San Stefano del Bosco. Nel 1678 vorrebbe tornare a Messina ma ammalatosi gravemente a Palmi trova qui la morte. Nella città calabrese viene sepolto nella chiesa dei frati della Madonna del Carmine.